# Spermacoce capitata
Spermacoce capitata är en måreväxtart som beskrevs av Hipólito Ruiz López och Pav.. Spermacoce capitata ingår i släktet Spermacoce och familjen måreväxter. Inga underarter finns listade i Catalogue of Life.